# Crossea alliciens
Crossea alliciens is een slakkensoort uit de familie van de Conradiidae. De wetenschappelijke naam van de soort is voor het eerst geldig gepubliceerd in 1910 door Melvill.